# ترشک دندانه‌دار
ترشک دندانه‌دار (نام علمی: Rumex dentatus) نام یک گونه از سرده ترشک است.